# Albert Fahmy Tadros
Pour les articles homonymes, voir Fahmy et Tadros.
Albert Fahmy Tadros (arabe : ألبير فهمى تادرس), né le 8 août 1914 et décédé le 4 avril 1993, est un joueur égyptien de basket-ball.

## Palmarès
- 3e du championnat d'Europe 1947
- Champion d'Europe 1949